# Des diamants pour l'enfer
Pour plus de détails, voir Fiche technique et Distribution.
Des diamants pour l'enfer (Frauengefängnis 3), est un film franco-belge produit par Brux International Pictures (Bruxelles) et Eurociné (Paris), film de sexploitation enrichi d'éléments sadomasochistes et pornographiques, sorti en 1975 par le cinéaste espagnol Jesús Franco sous le pseudonyme de « Richard Deconninck », avec comme actrice principale Lina Romay, qui a joué dans un grand nombre de films à petit budget de Jesús Franco. Le film appartient au genre du film de Women in prison.
Il s'agit d'une version remontée du film Les Gardiennes du pénitencier sorti la même année.

## Synopsis
Un millionnaire en proie à de brefs problèmes de liquidités planifie une escroquerie à l'assurance de grande envergure afin de se refaire une santé financière grâce à la somme d'assurance espérée. L'agent d'assurance responsable et corrompu, Milton Warren, profite de cette situation pour s'enrichir personnellement avec l'aide de sa maîtresse secrète, Shirley Fields, une jeune propriétaire de discothèque sans scrupules. La jeune femme dispose d'excellents contacts dans la pègre locale. Le plan insidieux de Warren prévoit de simuler un vol à main armée, de voler une précieuse valise remplie de diamants bruts et de veiller finalement à ce que le millionnaire impliqué reçoive rapidement et sans bureaucratie le montant du dommage tant attendu. Bill, un loyal subordonné du millionnaire, est chargé d'observer les activités criminelles. Mais Warren poursuit ses propres intérêts avec Shirley.
Peu avant le vol organisé, l'agent d'assurance dérobe la valise contenant les pierres précieuses. Quelques instants plus tard, trois hommes masqués, dirigés par le compagnon de longue date de Shirley, s'emparent de la valise (vide) dans laquelle les objets précieux sont supposés se trouver sur un yacht amarré au port. Peu après le crime, le jeune chef du trio, Perry Mendoza, tue méthodiquement et de sang-froid ses deux complices et retourne auprès de son amie Shirley qui l'attend, mais qui l'assassine impitoyablement et méthodiquement. La femme louche signale ensuite l'incident à la police, prétend avoir agi sous le coup de la colère, si bien qu'elle est condamnée à une peine relativement légère de seulement six ans pour homicide. En réalité, Shirley a l'intention de commencer une vie luxueuse avec son nouvel amant Milton après avoir purgé une peine de prison.
Mais contrairement à ce qu'ils avaient prévu, toutes sortes de tortures et d'humiliations les attendent dans l'établissement pénitentiaire, transformant leur séjour en un véritable martyre.
La société d'assurance qui doit payer les diamants disparus sans laisser de trace n'est cependant pas convaincue de l'innocence de Field et soupçonne un lien entre elle, le vol de diamants et la mort de Mendoza. C'est pourquoi l'agent d'assurance Milton Warren est envoyé sur place pour enquêter sur cette affaire douteuse. Warren tente alors, avec Bill, le confident du millionnaire « spolié », de faire sortir de prison sa complice Shirley, dont personne ne connaît la véritable fonction, sauf Warren. Pour les personnes extérieures, elle est suspectée de connaître l'emplacement des biens volés. En fait, c'est Warren qui détient le butin. L'apparition soudaine de Warren suscite également l'intérêt du directeur sadique de la prison pour femmes, De Bries, qui est convaincu de la culpabilité de Field et veut la faire obéir au moyen d'une codétenue, Martine, et d'électrochocs.
Shirley, qui a une volonté de fer et qui est humiliée, se rend compte que le directeur de la prison joue un jeu pervers avec elle. Elle décide de s'échapper de l'établissement. Elle se débarrasse d'abord violemment de la traîtresse Martine, puis prend De Bries en otage et extorque ainsi un sauf-conduit pour sortir de la prison de haute sécurité. Une fois libre, elle est accueillie par Warren qui l'attend, mais en compagnie de Bill, un homme violent. Une fois Bill écarté, abattu par Shirley, cette dernière et Warren décident de prendre un nouveau départ au Mexique. Séparés l'un de l'autre, les deux criminels se rendent à la fin du film au lieu de rendez-vous fixé à l'aéroport, Warren emportant avec lui les objets volés.

## Fiche technique
- Titre français : Des diamants pour l'enfer ou Prisons sado pour femmes ou Visa pour mourir ou Le Vice et le fouet ou Visa pour l'enfer ou Le Fouet ou Prison de femmes ou Femmes en cage[1]
- Titre original : Frauengefängnis 3
- Réalisation : Jesús Franco
- Scénario : Jesús Franco
- Photographie : Gérard Brissaud, Jesús Franco
- Montage : Jesús Franco
- Musique : Daniel White
- Production : Erwin C. Dietrich, Daniel Simon Lesœur, Marius Lesœur
- Société de production : Brux International Pictures, Eurociné
- Pays de production :  Belgique -  France
- Langue originale : français
- Format : couleur - 2,35:1 - Son mono - 35 mm
- Genre : Film d'épouvante érotique, women in prison
- Durée : 78 minutes
- Date de sortie : 
  - France : 1975 ;

## Distribution
- Lina Romay : Shirley Fields
- Martine Stedil : Martine
- Nathalie Chapell : Maria
- Roger Darton : Milton Warren
- Ronald Weiss : Colonel Carlo De Bries
- Denis Torre : geôlier
- Frieda Altstadt : Shapiro
- Raymond Hardy : Perry Mendoza

## Production
Le réalisateur Jess Franco a tourné en 1975 pour le producteur suisse Erwin C. Dietrich le film Les Gardiennes du pénitencier. Celui-ci a été tourné dans le sud de la France, les prises de vue en studio à l'étage supérieur du restaurant Bahnhof à Rümlang, où l'Elite Film de Dietrich avait son atelier.
Lorsque Dietrich a vu son film au Mercato Internazionale del Film (Mifed) à Milan, il a découvert que sur le stand de son concurrent Eurociné, on faisait de la publicité pour un film extrêmement semblable avec le même réalisateur. Il s'intitulait Women Behind Bars et était diffusé en Allemagne sous le titre Frauengefängnis 3.
Dietrich accusa Franco d'avoir réalisé illégalement un film pour la concurrence derrière son dos et avec son argent. Franco affirma en revanche que le film avait été tourné avec une autre caméra et dans un autre format d'image, et que le matériel de tournage avait en outre été dûment payé par Eurociné. Bien que cette explication n'ait pas satisfait Dietrich, il n'a pas mis fin à sa collaboration avec Franco.